# Библиография Максима Горького
Макси́м Го́рький (имя при рождении — Алексе́й Макси́мович Пешко́в; 16 (28) марта 1868, Нижний Новгород, Российская империя — 18 июня 1936, Горки, Московская область, СССР) — русский писатель, прозаик, драматург.

## Романы
| Год       | Название                        | Комментарий |
| --------- | ------------------------------- | --- |
| 1899      | Фома Гордеев                    | . Впервые издан в 1899 году, в журнале «Жизнь» (тома II, III, IV, VI, VII, VIII, IX). |
| 1900-1901 | Трое                            | . Публиковался в журнале «Жизнь» в 1900 году (книги XI и XII) и в 1901 году (книги I—IV). В июне 1901 года журнал был запрещён, публикация оборвалась. Полностью был впервые опубликован в 5-м томе собрания сочинений Максима Горького в 1901 году (издание товарищества «Знание», Санкт-Петербург). |
| 1907      | Мать                            | . Впервые опубликован в переводе на английский язык в журнале «Appleton Magazine» (Нью-Йорк), 1906 год, декабрь, 1907 январь-июнь. На русском языке с большими цензурными изъятиями в «Сборнике товарищества „Знание“ за 1907 год», кн. XVI, XVII, XVIII, XIX, в 1908, кн. XX, XXI. Отдельным изданием — впервые на английском языке в апреле 1907 года: Mother. By Maxim Gorky with eight illustrations by Sigmund de Ivanowsky. D. Appleton and Company. New York, 1907; в июне 1907 года на русском и немецком языках в издании И. П. Ладыжникова: Максим Горький. Мать. Berlin. Bühnen und Buchverlag russischer Autoren. I. Ladyschnikow, 1907. В России полностью впервые напечатан в 1917 году книгоиздательством «Жизнь и знание»: М. Горький. Сочинения, т. XV. Мать. Кн. 1 и 2. Петроград, 1917 |
| 1911      | Жизнь Матвея Кожемякина         | Впервые напечатан в «Сборнике товарищества „Знание“» в Санкт-Петербурге (книга 30 и 31 за 1910 год, книги 35, 36, 37 за 1911 год); одновременно вышел отдельными выпусками в издательстве И. П. Ладыжникова в Берлине. |
| 1924-1925 | Дело Артамоновых                | . Впервые опубликовано отдельной книгой: М. Горький. Дело Артамоновых. Berlin, «Kniga», 1925 |
| 1925-1936 | Жизнь Клима Самгина (Сорок лет) | . Первая часть создавалась с весны 1925 по осень 1926 года (полностью впервые опубликована в июне 1927 года в книге: М.Горький. Собрание сочинений. Том 20. Berlin, Verlag «Kniga»); вторая часть создавалась со второй половины 1926 до начала 1928 года (полностью впервые опубликована отдельной книгой: М.Горький. Собрание сочинений. Том 21. Berlin, Verlag «Kniga», 1928); третья часть написана в 1928—1929 годах (полностью впервые опубликована отдельной книгой: М.Горький. Жизнь Клима Самгина (Сорок лет). III. Berlin, Verlag «Kniga», 1931 и под тем же названием — ГИХЛом, М.-Л., 1931); над четвёртой частью автор работал до последних дней жизни (издана отдельной книгой в 1937 году, после смерти Горького: М.Горький. Жизнь Клима Самгина (Сорок лет). Том IV. М., ГИХЛ, 1937).     |

## Повести
| Год  | Название                 | Комментарий |
| ---- | ------------------------ | --- |
| 1894 | Горемыка Павел           | . Впервые напечатано в газете «Волгарь» (Нижний Новгород), с 8 апреля по 6 июля 1894 года, № 80, 82, 83, 85, 88, 90, 92, 98, 100, 104, 108, 110, 112, 116, 118, 121, 123, 127, 129, 133, 135, 139, 141, 152                          |
| 1907 | Жизнь ненужного человека | В 24-м сборнике «Знание» в 1908 году опубликовано начало повести (до 1917 года она была запрещена) |
| 1908 | Исповедь                 | . Впервые напечатано отдельной книгой: М. Горький. Исповедь. Повесть. Berlin. Verlag I. Ladyschnikow (без обозначения года) и почти одновременно в «Сборнике товарищества „Знание“ за 1908 год», книга XXIII. СПб., 1908, стр. 1-206 |
| 1909 | Лето                     | . Впервые напечатано отдельной книгой в издательстве И. П. Ладыжникова, Берлин <1909>. Почти одновременно с цензурными изъятиями в «Сборнике товарищества „Знание“ за 1909 год», книга XXVII. СПб., 1909, стр. 1-151                 |
| 1909 | Городок Окуров           | Впервые напечатана в «Сборнике товарищества „Знание“» в Санкт-Петербурге (книга 28 за 1909 год и книга 29 за 1910 год); отдельной книгой вышла в издательстве И. П. Ладыжникова в Берлине (1910 год).                                |
| 1913 | Хозяин                   | . Подзаголовок: Страница автобиографии |

## Автобиографические повести
| Год       | Название         | Комментарий                                                                                 |
| --------- | ---------------- | ------------------------------------------------------------------------------------------- |
| 1913—1914 | Детство          | . Впервые напечатана в газете «Русское слово» (август—декабрь 1913 года, январь 1914 года). |
| 1914      | В людях          | . Впервые полностью напечатана в журнале «Летопись» (№ 1—12 за 1916 год).                   |
| 1923      | Мои университеты | . Впервые напечатана в журнале «Красная новь» (№ 2—4 за 1923 год).                          |

## Рассказы
| Год                     | Название                                                   | Комментарий |
| ----------------------- | ---------------------------------------------------------- | --- |
| 1892                    | Макар Чудра                                                | . Впервые издан в сентябре 1892 года в газете «Кавказ» (Тифлис). |
| 1893                    | Емельян Пиляй                                              | . Впервые издан в 1893 году в газете «Русские ведомости» (Москва). |
| 1893                    | На соли                                                    | [ 48 ] |
| 1893                    | О Чиже, который лгал, и о Дятле — любителе истины          | . Впервые опубликован в 1893 году в газете «Волжский вестник» (Казань). |
| 1893                    | Дед Архип и Лёнька                                         | . Впервые напечатано в газете «Волгарь», Нижний Новгород, с 13 по 23 февраля 1894 года, № 35, 37, 39, 41, 43 |
| 1893                    | Месть                                                      | Подзаголовок «Параллели» |
| 1893                    | Разговор по душе                                           | Подзаголовок «История маловероятная, но вполне возможная» |
| 1893                    | Нищенка                                                    | [ 55 ] |
| 1893                    | Исключительный факт                                        | [ 56 ] |
| 1893                    | Сон Коли                                                   | [ 57 ] |
| 1893                    | Убежал                                                     | [ 58 ] |
| 1893                    | Пробуждение                                                | [ 59 ] |
| 1893                    | Об одном поэте                                             | . Впервые с большими цензурными изъятиями напечатано в «Волжском вестнике» (Казань), 29 июня 1894 года, № 163. |
| 1894                    | Старуха Изергиль                                           | . Впервые напечатано в «Самарской газете», с 16 по 27 апреля 1895 года, № 80, 86,89 |
| 1894                    | Челкаш                                                     | . Впервые опубликован в 1895 году в журнале «Русское богатство», № 6, с. 5-35. |
| 1894                    | Мой Спутник                                                | . Впервые напечатано с подзаголовком «Очерк» в «Самарской газете» с 11 по 31 декабря 1894 года, № 254, 257, 258, 284, 285, 287 |
| 1894                    | Ошибка                                                     | . Впервые напечатано с подзаголовком «Эпизод» в журнале «Русская мысль» в 1895 году, № 9, стр. 119—144 |
| 1894                    | О мальчике и девочке, которые не замёрзли                  | [ 70 ] |
| 1895                    | Самоубийство                                               | [ 71 ] |
| 1895                    | Друзья                                                     | [ 72 ] |
| 1895                    | Красавица                                                  | [ 73 ] |
| 1895                    | Прощай!                                                    | [ 74 ] |
| 1895                    | Несколько испорченных минут                                | [ 75 ] |
| 1895                    | Делёж                                                      | [ 76 ] |
| 1895                    | Открытие                                                   | [ 77 ] |
| 1895                    | Несколько дней в роли редактора провинциальной газеты      | [ 78 ] |
| 1895                    | Сказка                                                     | [ 79 ] |
| 1895                    | Возвращение норманнов из Англии                            | [ 80 ] |
| 1895                    | Колюша                                                     | [ 81 ] |
| 1895                    | Грустная история                                           | [ 82 ] |
| 1895                    | «Гость»                                                    | [ 83 ] |
| 1895                    | Одинокий                                                   | [ 84 ] |
| 1895                    | Неприятность                                               | [ 85 ] |
| 1895                    | Однажды осенью                                             | [ 86 ] |
| 1895                    | «Вывод»                                                    | [ 87 ] |
| 1895                    | На плотах                                                  | [ 88 ] |
| 1895                    | Дело с застёжками                                          | [ 89 ] |
| 1895                    | Ма-аленькая!                                               | [ 90 ] |
| 1895                    | Женщина с голубыми глазами                                 | [ 91 ] |
| 1895                    | Как поймали Семагу                                         | [ 92 ] |
| 1895                    | Хан и его сын                                              | [ 93 ] |
| 1895                    | Товарищи                                                   | [ 94 ] |
| 1895                    | Бабушка Акулина                                            | [ 95 ] |
| 1895                    | Извозчик                                                   | Подзаголовок «Святочный рассказ» |
| 1896                    | Старый год                                                 | [ 97 ] |
| 1896                    | Первый дебют                                               | [ 98 ] |
| 1896                    | Почтальон                                                  | [ 99 ] |
| 1896                    | У схимника                                                 | [ 100 ] |
| 1896                    | Часы отдыха учителя Коржика                                | [ 101 ] |
| 1896                    | Колокол                                                    | [ 102 ] |
| 1896                    | Свадьба                                                    | [ 103 ] |
| 1896                    | Гривенник                                                  | Подзаголовок «Эпизод из жизни одного романтика» |
| 1896                    | Тронуло                                                    | [ 105 ] |
| 1896                    | Сказание о графе Этельвуде де Коминь и о монахе Томе Эшере | Подзаголовок «По хронике о битве при Гастингсе» |
| 1896                    | Вор                                                        | [ 107 ] |
| 1896                    | Трубочист                                                  | [ 108 ] |
| 1896                    | Открытие…                                                  | [ 109 ] |
| 1896                    | Отомстил                                                   | [ 110 ] |
| 1896                    | Соло                                                       | [ 111 ] |
| 1896                    | Дипломатия                                                 | [ 112 ] |
| 1896                    | Слепота любви                                              | [ 113 ] |
| 1896                    | Легенда о еврее                                            | [ 114 ] |
| 1896                    | Сон                                                        | Впервые опубликован под названием «Сны» и подзаголовком «I. Катастрофа» в газете «Нижегородский листок» № 220 от 11 августа 1896 г.. По содержанию никак не связан с одноимённым текстом 1923—1924 годов, впервые опубликованным в 1957 году.                         |
| 1896                    | Союзники                                                   | [ 116 ] |
| 1896                    | За бортом                                                  | [ 117 ] |
| 1896                    | Как нужно устраивать домашнее хозяйство                    | Впервые опубликован под названием «Как мы устроили наше хозяйство» в газете «Нижегородский листок» № 255 от 15 сентября 1896 г. |
| 1896                    | Тоска                                                      | [ 119 ] |
| 1896                    | Идиллия                                                    | [ 120 ] |
| 1896                    | Встреча                                                    | [ 121 ] |
| 1896                    | Часы                                                       | [ 122 ] |
| 1896                    | Шабры                                                      | [ 123 ] |
| 1896                    | Варенька Олесова                                           | [ 124 ] |
| 1896                    | Артист                                                     | [ 125 ] |
| 1896                    | Коновалов                                                  | [ 126 ] |
| 1896                    | Болесь                                                     | [ 127 ] |
| 1896                    | Как меня отбрили…                                          | Подзаголовок Quasi una fantasia |
| 1896                    | Красота                                                    | [ 129 ] |
| 1896                    | Поэт                                                       | [ 130 ] |
| 1896                    | «Вода и её значение в природе и жизни человека»            | [ 131 ] |
| 1896                    | Роман                                                      | [ 132 ] |
| 1896                    | Немой                                                      | Подзаголовок: «Башкирская легенда» |
| 1896                    | Свободные дни                                              | [ 134 ] |
| 1896                    | Рождественские рассказы                                    | [ 135 ] |
| 1896                    | Наваждение                                                 | Подзаголовок: «Святочный рассказ» |
| 1896                    | Ванька Мазин                                               | [ 137 ] |
| 1897                    | Крымские эскизы                                            | I. Уми. II. Девочка |
| 1897                    | Зазубрина                                                  | [ 139 ] |
| 1897                    | Озорник                                                    | [ 140 ] |
| 1897                    | Супруги Орловы                                             | [ 141 ] |
| 1897                    | Бывшие люди                                                | [ 142 ] |
| 1897                    | Мальва                                                     | [ 143 ] |
| 1897                    | Скуки ради                                                 | [ 144 ] |
| 1897                    | В степи                                                    | [ 145 ] |
| 1897                    | Ярмарка в Голтве                                           | [ 146 ] |
| 1898                    | Проходимец                                                 | [ 147 ] |
| 1898                    | Дружки                                                     | [ 148 ] |
| 1898                    | Читатель                                                   | . В прижизненных публикациях датировался 1895 годом, по результатам позднейших исследований Горький работал над рассказом с 1895 по 1898 год. Впервые опубликован с подзаголовком «Беседа» в журнале «Космополис. Международный журнал», 1898, т. XII, № 11, с. 77-92 |
| 1898                    | Хороший Ванькин день                                       | [ 151 ] |
| 1898                    | «Встряска»                                                 | Подзаголовок «Страничка из Мишкиной жизни» |
| 1898                    | Фарфоровая свинья                                          | [ 153 ] |
| 1898                    | Христославы                                                | [ 154 ] |
| 1898                    | Свидание                                                   | [ 155 ] |
| 1898                    | Финоген Ильич                                              | Впервые опубликован в «Журнале для всех», 1899, № 2, 3 |
| 1899                    | На базаре                                                  | [ 157 ] |
| 1899                    | Каин и Артём                                               | [ 158 ] |
| 1899                    | Кирилка                                                    | [ 159 ] |
| 1899                    | Васька Красный                                             | [ 160 ] |
| 1899                    | О чёрте                                                    | [ 161 ] |
| 1899                    | Ещё о чёрте                                                | [ 162 ] |
| 1899                    | Двадцать шесть и одна                                      | [ 163 ] |
| 1899                    | Ссора                                                      | [ 164 ] |
| 1899                    | Голодные                                                   | Подзаголовок: «С натуры» |
| 1899                    | Сирота                                                     | [ 166 ] |
| 1899                    | В сочельник                                                | [ 167 ] |
| 1899                    | Пузыри                                                     | Впервые опубликован в газете «Северный курьер» № 60 от 1 января 1900 г. |
| 1899                    | Песни покойников                                           | Впервые опубликован с подзаголовком «Святочный рассказ» в газете «Нижегородский листок» № 1 от 1 января 1900 г. |
| 1900                    | О писателе, который зазнался                               | [ 170 ] |
| 1900                    | Перед лицом жизни                                          | [ 171 ] |
| 1900                    | О беспокойной книге                                        | [ 172 ] |
| 1900                    | Песня о слепых                                             | Впервые напечатан в «Журнале для всех» № 1 за 1901 г. |
| 1900                    | Погром                                                     | [ 174 ] |
| 1901                    | Злодеи                                                     | [ 175 ] |
| 1904                    | Тюрьма                                                     | [ 176 ] |
| 1904                    | Девочка                                                    | [ 177 ] |
| 1904                    | Рассказ Филиппа Васильевича                                | [ 178 ] |
| 1905                    | И ещё о чёрте                                              | [ 179 ] |
| 1905                    | Букоёмов, Карп Иванович                                    | [ 180 ] |
| 1906                    | Собака                                                     | [ 181 ] |
| 1906                    | Письмо в редакцию                                          | [ 182 ] |
| 1906                    | Мудрец                                                     | [ 183 ] |
| 1906-1910               | Старик                                                     | Подзаголовок: «Миниатюра» |
| 1906                    | Чарли Мэн                                                  | [ 185 ] |
| 1908                    | Фёдор Дядин                                                | [ 186 ] |
| 1910                    | Романтик                                                   | [ 187 ] |
| 1910                    | Musica                                                     | Рукопись на русском языке не сохранилась, рассказ впервые опубликован на итальянском языке в журнале «Primavera» («Весна») № 1, стр. 3-11. По содержанию никак не связан с рассказом 1913 года «Музыка».                                                              |
| 1911                    | Мордовка                                                   | [ 189 ] |
| 1911                    | Жалобы                                                     | [ 190 ] |
| 1912                    | Три дня                                                    | [ 191 ] |
| 1912                    | Случай из жизни Макара                                     | [ 192 ] [ 193 ] |
| 1912                    | Последний день                                             | [ 194 ] |
| 1913                    | Вездесущее                                                 | [ 195 ] [ 196 ] |
| 1913                    | Кража                                                      | [ 197 ] |
| 1913                    | Музыка                                                     | По содержанию никак не связан с рассказом 1910 года, известным по итальянской публикации под названием «Musica» |
| 1913-1914               | Бабушкин скворец                                           | Отрывок из «Детства». |
| 1914                    | В лесу                                                     | Отрывок из «В людях». |
| 1914                    | В театре и цирке                                           | Изначально входил отдельной главой в повесть «В людях», напечатан как самостоятельное произведение по просьбе И. Д. Сытина в газете «Русское слово» № 297 за 25 декабря 1914 года                                                                                     |
| 1914                    | Театральное                                                | Опубликован в газете «Киевская мысль» № 357 за 25 декабря 1915 года под названием «В театре. (Отрывок из повести „В людях“)» Максима Горького |
| 1915                    | Пожар                                                      | [ 201 ] |
| 1915                    | <Легенда о Муканне>                                        | [ 202 ] |
| 1915                    | Легенды о Тамерлане                                        | [ 203 ] |
| 1915                    | Письмо                                                     | [ 204 ] |
| 1915                    | Мальчик                                                    | [ 205 ] |
| 1916                    | Барышня и дурак                                            | [ 206 ] |
| 1916                    | Несогласный                                                | [ 207 ] |
| 1916                    | Средство против семейных драм                              | Подзаголовок: «Тема для романа» |
| 1917                    | Из дневника                                                | [ 209 ] |
| 1917                    | Миша                                                       | [ 210 ] |
| 1917                    | Кошмар                                                     | Подзаголовок: «Из дневника» |
| 1917                    | Из воспоминаний < «Интересно умирал…» >                    | [ 212 ] |
| 1918                    | Как я учился                                               | Подзаголовок: «Рассказ» |
| 1918                    | Песня                                                      | [ 214 ] |
| 1922                    | О вреде философии                                          | [ 215 ] [ 216 ] |
| 1922                    | О первой любви                                             | [ 217 ] [ 218 ] |
| 1923                    | Сторож                                                     | [ 219 ] [ 220 ] |
| [1924]                  | О Тараканах                                                | Впервые опубликован на французском языке под названием «Les cafards» в журнале «Mercure de France», 1925, vol. CLXXXIII, № 656, 15 octobre |
| [1924-1925]             | Проводник                                                  | [ 222 ] [ 223 ] |
| [1924-1925]             | Мамаша Кемских                                             | [ 224 ] [ 225 ] |
| [1925]                  | Убийцы                                                     | [ 226 ] |
| [не позднее осени 1925] | Енблема                                                    | [ 227 ] |
| 1934                    | Шорник и пожар                                             | [ 228 ] |
| 1934                    | Экзекуция                                                  | [ 229 ] |
| 1934                    | Орёл                                                       | [ 230 ] |
| [1934-1935]             | Бык                                                        | [ 231 ] |

### Цикл «По Руси»
Первые одиннадцать рассказов созданы в 1912—1913 годах, сборник назван «Записки проходящего», затем — «По Руси». В 1915—1917 годах опубликованы следующие восемнадцать рассказов, составившие отдельную книгу «Ералаш и другие рассказы». В 1923 году автор соединил эти тексты в один сборник, назвав его «По Руси».
| Название               | Комментарий                                                                                      |
| ---------------------- | ------------------------------------------------------------------------------------------------ |
| Рождение человека      | .                                                                                                |
| Ледоход                | .                                                                                                |
| Губин                  | .                                                                                                |
| Нилушка                | .                                                                                                |
| Кладбище               | .                                                                                                |
| На пароходе            | .                                                                                                |
| Женщина                | .                                                                                                |
| В ущелье               | .                                                                                                |
| Калинин                | .                                                                                                |
| Едут…                  | .                                                                                                |
| Покойник               | .                                                                                                |
| Ералаш                 | .                                                                                                |
| Вечер у Шамова         | .                                                                                                |
| Вечер у Панашкина      | .                                                                                                |
| Вечер у Сухомяткина    | .                                                                                                |
| Светло-серое с голубым | .                                                                                                |
| Книга                  | .                                                                                                |
| Как сложили песню      | .                                                                                                |
| Птичий грех            | .                                                                                                |
| Гривенник              | .                                                                                                |
| Счастье                | .                                                                                                |
| Герой                  | По содержанию никак не связан с одноимённым текстом в книге «Заметки из дневника. Воспоминания». |
| Клоун                  | .                                                                                                |
| Зрители                | .                                                                                                |
| Тимка                  | .                                                                                                |
| Лёгкий человек         | .                                                                                                |
| «Страсти-Мордасти»     | .                                                                                                |
| На Чангуле             | .                                                                                                |
| Весельчак              | .                                                                                                |

### Цикл «Заметки из дневника. Воспоминания»
Впервые издано как единое целое отдельной книгой: М. Горький. Заметки из дневника. Воспоминания. Berlin, Verlag «Kniga», 1924. Кроме восьми произведений — «Учитель чистописания», «Монархист», «Петербургские типы», «Отработанный пар», «Быт», «Из письма», «Митя Павлов», «Вместо послесловия» — тексты были опубликованы в 1923—1924 годах в журналах «Беседа», «Красная новь», «Русский современник», «Прожектор», а некоторые — на французском языке в журнале «Europe», 1923, № 2, стр. 180—200.
| Название                  | Комментарий                                                                 |
| ------------------------- | --------------------------------------------------------------------------- |
| Городок                   | [ 264 ]                                                                     |
| Пожары                    | [ 265 ]                                                                     |
| А. Н. Шмит                | [ 266 ]                                                                     |
| Чужие люди                | [ 267 ]                                                                     |
| Знахарка                  | [ 268 ]                                                                     |
| Паук                      | [ 269 ]                                                                     |
| Могильщик                 | [ 270 ]                                                                     |
| Н. А. Бугров              | [ 271 ] [ 272 ]                                                             |
| Палач                     | [ 273 ]                                                                     |
| Испытатели                | [ 274 ]                                                                     |
| Учитель чистописания      | [ 275 ]                                                                     |
| Неудавшийся писатель      | [ 276 ]                                                                     |
| Ветеринар                 | [ 277 ]                                                                     |
| Пастух                    | [ 278 ]                                                                     |
| Дора                      | [ 279 ]                                                                     |
| Люди наедине сами с собою | [ 280 ]                                                                     |
| Из дневника               | [ 281 ]                                                                     |
| Смешное                   | [ 282 ]                                                                     |
| Герой                     | По содержанию никак не связан с одноимённым рассказом из сборника «По Руси» |
| О войне и революции       | [ 284 ]                                                                     |
| Садовник                  | [ 285 ]                                                                     |
| Законник                  | [ 286 ]                                                                     |
| Монархист                 | [ 287 ]                                                                     |
| Петербургские типы        | [ 288 ]                                                                     |
| Мечта                     | [ 289 ]                                                                     |
| Отработанный пар          | [ 290 ]                                                                     |
| Быт                       | [ 291 ]                                                                     |
| Из письма                 | [ 292 ]                                                                     |
| Митя Павлов               | [ 293 ] [ 294 ]                                                             |
| А. А. Блок                | [ 295 ] [ 296 ]                                                             |
| Вместо послесловия        | [ 297 ]                                                                     |

### Цикл «Рассказы 1922—1924 годов»
| Год  | Название                    | Комментарий                                                                                          |
| ---- | --------------------------- | --- |
| 1922 | Отшельник                   | [ 298 ] [ 299 ]                                                                                      |
| 1923 | Рассказ о безответной любви | [ 300 ] [ 301 ]                                                                                      |
| 1923 | Рассказ об одном романе     | Впервые опубликован под названием «Рассказ о романе» в журнале «Беседа», 1924 г., № 4, стр. 117—148. |
| 1923 | Карамора                    | [ 303 ] [ 304 ]                                                                                      |
| 1923 | Анекдот                     | [ 305 ] [ 306 ]                                                                                      |
| 1924 | Рассказ о герое             | [ 307 ] [ 308 ]                                                                                      |
| 1924 | Репетиция                   | [ 309 ] [ 310 ]                                                                                      |
| 1924 | Голубая жизнь               | [ 311 ] [ 312 ]                                                                                      |
| 1924 | Рассказ о необыкновенном    | [ 313 ]                                                                                              |

## Афоризмы
| Год  | Название            | Комментарий |
| ---- | ------------------- | ----------- |
| 1906 | Афоризмы и максимы  | [ 314 ]     |
| 1906 | Правила и изречения | [ 315 ]     |
| 1906 | Изречения и правила | [ 316 ]     |

## Стихи в прозе
| Год  | Название             | Комментарий |
| ---- | -------------------- | --- |
| 1895 | Песня о Соколе       | [ 317 ] |
| 1901 | Песня о Буревестнике | . В марте 1901 года печаталось нелегально в гектографированных изданиях «Весенних мелодий». Как самостоятельное произведение впервые опубликовано в журнале «Жизнь», 1901, т. IV, с. 322—323 |

## Сказки
| Год       | Название                         | Комментарий |
| --------- | -------------------------------- | --- |
| 1892      | Девушка и Смерть                 | . Впервые напечатано в газете «Новая жизнь», 23 июля 1917 года, № 82 |
| 1892      | О маленькой фее и молодом чабане | [ 322 ] |
| 1901      | Весенние мелодии                 | [ 323 ] |
| 1906      | Товарищ!                         | Впервые опубликована в «Сборнике товарищества „Знание“ за 1906 год» (книга тринадцатая, 1906 год, Санкт-Петербург) и одновременно отдельным изданием в Штутгарте издательством И. Дитца. |
| 1910      | Утро                             | Впервые напечатана в книге: «Описание рукописей М. Горького. Вып. 1. Художественные произведения». М.-Л., 1936. С. 234—238 |
| 1912      | Воробьишко                       | [ 327 ] |
| 1912      | Случай с Евсейкой                | [ 328 ] |
| 1913      | Самовар                          | Сказка написана для детей Е. Ф. Павловой-Сильванской, сестры М. Ф. Андреевой. Впервые опубликована в сборнике «Ёлка», Петроград, издательство «Парус», 1917 г. Перед этим изданием текст значительно переработан |
| 1917-1918 | Про Иванушку-дурачка             | Подзаголовок: «Русская народная сказка» |
| [1918]    | Яшка                             | Точных сведений о времени написания сказки нет. По воспоминаниям И. Р. Белопольского, в начале 1918 года он обратился к Горькому с вопросом, не может ли он дать для публикации в советском детском журнале сказки, запрещённые царской цензурой, и через несколько недель Горький передал ему рукопись «Яшки», подвергнув её некоторой правке |

## Сатира
| Год       | Название       | Комментарий     |
| --------- | -------------- | --------------- |
| 1912      | Сказка         | [ 332 ]         |
| 1912-1917 | Русские сказки | [ 333 ] [ 334 ] |
| 1928      | Факты          | [ 335 ]         |

## Пьесы
| Год  | Название                 | Комментарий           |
| ---- | ------------------------ | --------------------- |
| 1901 | Мещане                   | [ 336 ] [ 337 ]       |
| 1902 | На дне                   | [ 338 ] [ 339 ]       |
| 1904 | Дачники                  | [ 340 ] [ 341 ]       |
| 1905 | Дети солнца              | [ 342 ] [ 343 ]       |
| 1905 | Варвары                  | [ 344 ] [ 345 ]       |
| 1906 | Враги                    | [ 346 ] [ 347 ]       |
| 1908 | Последние                | [ 348 ] [ 349 ]       |
| 1910 | Чудаки                   | [ 350 ] [ 351 ]       |
| 1910 | Встреча                  | [ 352 ]               |
| 1910 | Васса Железнова. (Мать.) | Первая редакция пьесы |
| 1913 | Фальшивая монета         | [ 354 ]               |
| 1913 | Зыковы                   | [ 355 ] [ 356 ]       |
| 1915 | Старик                   | [ 357 ] [ 358 ]       |
| 1931 | Егор Булычов и другие    | [ 359 ] [ 360 ]       |
| 1932 | Достигаев и другие       | [ 361 ] [ 362 ]       |
| 1935 | Васса Железнова          | Вторая редакция пьесы |

## Стихотворные произведения
| Год         | Название                                                                                                | Комментарий |
| ----------- | --- | --- |
| 1895        | В Черноморье                                                                                            | [ 365 ] |
| [1895-1900] | Сим докладываю Вам…                                                                                     | [ 366 ] |
| [1896-1897] | Баллада о графине Эллен де Курси, украшенная различными сентенциями, среди которых есть весьма забавные | Впервые напечатана в журнале «Летопись», 1917, № 7-8, стр. 81-84 |
| 1901-1902   | <Легенда о Марко>                                                                                       | Первая редакция опубликована в составе сказки «О маленькой фее и молодом чабане». В 1901—1902 годах стихи существенно переработаны, впервые опубликованы в 1903 году при нотах «Рыбак и фея. Баллада для баса с сопровождением оркестра на стихи Максима Горького», сочинение А. Спендиарова, Лейпциг |
| 1918        | Fünf Gedichte aus dem Jahre 1918 <Пять стихотворений 1918 года>                                         | Впервые напечатаны в 1928 году на немецком зыке в № 13 издания «Dichtung und Welt» — литературном приложении к газете «Prager Presse», автографы не обнаружены. Условные русские названия в переводе Э. Мировой-Флорин (ГДР): «Летящая клятва», «Конец трагедии», «Чахотка», «Признание самому себе». Одно из стихотворений в тексте публикации называется «Summa summarum» (в переводе с латинского — «Итог») |

## Очерки
| Год        | Название                                                            | Комментарий |
| ---------- | ------------------------------------------------------------------- | --- |
| 1894       | Два босяка                                                          | [ 370 ] |
| 1903       | Человек                                                             | [ 371 ] |
| 1905       | О Сером                                                             | [ 372 ] |
| 1906       | 9-е января                                                          | [ 373 ] |
| 1906       | Послание в пространство                                             | [ 374 ] |
| 1906       | Сан-Франциско                                                       | [ 375 ] |
| 1906       | Город Жёлтого Дьявола                                               | Из цикла очерков «В Америке». |
| 1906       | Царство скуки                                                       | Из цикла очерков «В Америке». |
| 1906       | «МОВ»                                                               | Из цикла очерков «В Америке». |
| 1906       | Предисловие                                                         | Из цикла очерков «Мои интервью» |
| 1906       | Король, который высоко держит своё знамя                            | Из цикла очерков «Мои интервью». |
| 1906       | Прекрасная Франция                                                  | Из цикла очерков «Мои интервью». |
| 1906       | Русский царь                                                        | Из цикла очерков «Мои интервью». |
| 1906       | Один из королей республики                                          | Из цикла очерков «Мои интервью». |
| 1906       | Жрец морали                                                         | Из цикла очерков «Мои интервью». |
| 1906       | Хозяева жизни                                                       | Из цикла очерков «Мои интервью». |
| 1906-1908  | Патруль                                                             | Из цикла очерков «Солдаты». Впервые напечатан под названием «Солдаты» в журнале «Красное знамя» (1906 год, № 3, Париж). |
| 1906-1908  | Из повести                                                          | Из цикла очерков «Солдаты». Впервые напечатан в журнале «Радуга» (1908 год, № 4, Женева). |
| 1907       | Лондон                                                              | [ 389 ] |
| 1907       | 9-е января                                                          | [ 390 ] |
| 1909       | Землетрясение в Калабрии и Сицилии                                  | [ 391 ] |
| 1911-1913  | Сказки об Италии                                                    | [ 392 ] [ 393 ] |
| 1917       | На улице                                                            | Подзаголовок: «Впечатления» |
| 1917       | «В глубине России»                                                  | [ 395 ] |
| 1918, 1936 | В больном городе                                                    | Очерки 1-4 написаны в мае (июне) 1918, работа над очерком 5 завершена в 1936 году |
| 1917-1918  | Несвоевременные мысли                                               | [ 397 ] |
| [1923]     | Im Segelboot über das Kaspische Meer (На шхуне по Каспийскому морю) | Впервые опубликовано в 1923 году на немецком языке в журнале «Das deutscher Buch», на русском языке, в переводе С. Я. Бродской, в 1954 году в «Известиях Академии наук СССР. Отделение литературы и языка», т. XIII, вып. 5 |
| 1928       | Из прошлого                                                         | [ 399 ] |
| 1928       | Наш человек                                                         | О В. Е. Дровяникове |
| 1928       | Письма друзьям                                                      | [ 401 ] |
| 1928-1929  | По Союзу Советов                                                    | Включает очерк «Соловки». |
| 1929       | Рассказ                                                             | Под заголовком «Рассказ» впервые опубликован в газете «Известия» № 243 от 20 октября 1929 г., под названием «Сказание» — в многотиражной газете зерносовхоза «Гигант» № 16 от 7 ноября 1929 г.                              |
| 1929-1930  | На краю земли                                                       | По содержанию примыкает к IV и V очерку сборника «По Союзу Советов» |
| 1930       | Советская эскадра в Неаполе                                         | [ 406 ] |
| 1930       | День в центре культуры                                              | [ 407 ] |
| 1930       | Терремото                                                           | [ 408 ] |
| 1930-1931  | Рассказы о героях                                                   | [ 409 ] [ 410 ] |
| 1933       | Об избытке и недостатках                                            | [ 411 ] |
| 1933-1934  | Туман                                                               | [ 412 ] |
| 1933-1934  | Пейзаж с фигурой                                                    | [ 413 ] |

### Литературные портреты
| Год        | Название                                 | Комментарий |
| ---------- | ---------------------------------------- | --- |
| 1905, 1923 | А. П. Чехов                              | [ 414 ] |
| 1907       | О Стасове                                | [ 415 ] |
| 1907       | Giuseppe Garibaldi <Джузеппе Гарибальди> | Текст впервые опубликован на итальянском языке в книге "Garibaldi. Roma. Comitato universitario per le onoranze a Garibaldi <1907> |
| 1911, 1923 | Н. Е. Каронин-Петропавловский            | [ 417 ] |
| 1913       | М. М. Коцюбинский                        | [ 418 ] |
| 1917       | [Л. А. Сулержицкий]                      | [ 419 ] |
| 1919       | Лев Толстой                              | [ 420 ] [ 421 ] |
| 1924       | О С. А. Толстой                          | [ 422 ] [ 423 ] |
| 1919       | Леонид Андреев                           | [ 424 ] [ 425 ] |
| 1918       | Из воспоминаний о В. Г. Короленко        | [ 426 ] [ 427 ] |
| 1923       | «Время Короленко»                        | [ 428 ] [ 429 ] |
| 1923       | В. Г. Короленко                          | . Впервые полностью опубликовано как единое целое с «Временем Короленко» под названием «В. Г. Короленко. Глава из воспоминаний» в журнале «Летопись революции», № 1 за 1923 год, стр. 29-40; как самостоятельное произведение — в цикле «Автобиографические рассказы» (журнал «Красная новь», № 1 за 1923 год, стр. 22-34) |
| 1922       | Из воспоминаний <Иоанн Кронштадтский>    | [ 432 ] |
| 1924, 1930 | В. И. Ленин                              | [ 433 ] [ 434 ] |
| 1924       | [А. В. Панов]                            | [ 435 ] |
| 1926       | Леонид Красин                            | [ 436 ] [ 437 ] |
| 1927       | Н. Ф. Анненский                          | [ 438 ] [ 439 ] |
| 1927       | Сергей Есенин                            | [ 440 ] [ 441 ] |
| 1927       | О Гарине-Михайловском                    | [ 442 ] [ 443 ] |
| 1927       | Михаил Вилонов                           | [ 444 ] [ 445 ] |
| 1928       | И. И. Скворцов                           | [ 446 ] [ 447 ] |
| 1929       | О Викторине Арефьеве                     | [ 448 ] [ 449 ] |
| 1931       | Иван Вольнов                             | [ 450 ] [ 451 ] |
| 1932       | Камо                                     | [ 452 ] [ 453 ] |
| 1936       | Из воспоминаний о И. П. Павлове          | [ 454 ] [ 455 ] |

## Статьи, предисловия, приветствия, речи, доклады
| Год             | Название                                                                                           | Комментарий |
| --------------- | -------------------------------------------------------------------------------------------------- | --- |
| 1895            | На арене борьбы за правду и добро                                                                  | [ 456 ] |
| 1895            | Несколько тёплых слов                                                                              | [ 457 ] |
| 1895            | Д. А. Линев. «Не сказки»                                                                           | Впервые опубликовано в «Самарской газете» № 261 за 3 декабря 1895 года, подпись: «И. Х.» (то есть Иегудиил Хламида) |
| [1895]          | [О стихах Скукина]                                                                                 | [ 460 ] |
| 1895-1896       | Между прочим (мелочи, наброски и т. д.)                                                            | Фельетоны «Между прочим» печатались в «Самарской газете» с 14 июля 1895 года (№ 149) по 21 апреля 1896 года (№ 88) с пропуском отдельных номеров, всего в количестве свыше 180 фельетонов, все за подписью: «Иегудиил Хламида»                                                         |
| 1896            | Вл. Гиляровский. «Забытая тетрадь»                                                                 | За подписью «Иегудиил Хламида» |
| 1896            | Как её обвенчали                                                                                   | Подзаголовок: «Быль». За подписью «А. П.» |
| 1896            | «Её медовый месяц»                                                                                 | Подпись: «А. П.» |
| 1896            | О жене, проданной за 40 рублей                                                                     | Текст из отдела «Очерки и наброски» в «Самарской газете» |
| 1896            | «Совсем как у нас»                                                                                 | Текст из отдела «Очерки и наброски» в «Самарской газете» |
| 1896            | Для мира                                                                                           | Текст из отдела «Очерки и наброски» в «Самарской газете» |
| 1896            | Истязание Эвтерпы                                                                                  | Текст из отдела «Очерки и наброски» в «Самарской газете» |
| 1896            | Операция с «мужиком»                                                                               | Текст из отдела «Очерки и наброски» в «Самарской газете» |
| 1896            | Власть тьмы                                                                                        | Текст из отдела «Очерки и наброски» в «Самарской газете» |
| 1896            | Нечто о наборщиках                                                                                 | Текст из отдела «Очерки и наброски» в «Самарской газете» |
| 1896            | Образцовый «голова»                                                                                | Текст из отдела «Очерки и наброски» в «Самарской газете» |
| 1896            | Самара во всех отношениях                                                                          | Подпись: «Дон-Кихот» |
| 1896            | Ещё поэт                                                                                           | Подзаголовок: «Фёдор Сологуб. Стихи. Книга первая» |
| 1896            | Поль Верлен и декаденты                                                                            | [ 475 ] |
| 1896            | Беглые заметки                                                                                     | Цикл фельетонов, печатавшихся в газете «Нижегородский листок» с 21 мая 1896 года за подписями: «Некто X», «Н. Х.», «I. M. Pacatus», «М. Г-ий» и «М. Горький». Два фельетона имеют заголовки: «Среди металла» и «М. Врубель и „Принцесса Грёза“ Ростана» об одноимённом панно художника |
| 1896            | На выставке                                                                                        | [ 477 ] |
| 1896            | Ответ А. А. Карелину                                                                               | [ 478 ] |
| 1896            | Машинный отдел                                                                                     | [ 479 ] |
| 1896            | С Всероссийской выставки (впечатления, наблюдения, наброски, сцены и т. д.)                        | Статьи цикла в газете «Одесские новости», в основном без заголовков, кроме трёх: «Развлечения», «Синематограф Люмьера», «Отдел художественный» |
| 1897            | Херсонес Таврический                                                                               | [ 481 ] |
| 1897            | Алексей Максимович Пешков, псевдоним Максим Горький                                                | [ 482 ] |
| 1898            | Праздник шиитов                                                                                    | [ 483 ] |
| 1898            | «Журнал для всех»                                                                                  | О популярном ежемесячном иллюстрированном журнале, выходившем в Санкт-Петербурге |
| 1899            | Ванькина литература                                                                                | [ 485 ] |
| 1899            | [Предисловие к рассказу Клавдии Грос]                                                              | [ 486 ] |
| 1899            | [Послесловие к рассказу Клавдии Грос]                                                              | [ 487 ] |
| 1899            | Библиографическая заметка. Мутер. История живописи в XIX веке                                      | [ 488 ] |
| 1900            | «Сирано де-Бержерак». Героическая комедия Эдмона Ростана                                           | [ 489 ] |
| 1900            | По поводу нового рассказа А. П. Чехова «В овраге»                                                  | [ 490 ] |
| 1900            | Эд. Эстонье. «Жульен Дарто»                                                                        | [ 491 ] |
| 1901            | О «размагниченном» интеллигенте                                                                    | [ 492 ] |
| 1901            | «Перед восходом солнца». Драма Г. Гауптмана                                                        | [ 493 ] |
| 1905            | [Всем русским гражданам и общественному мнению европейских государств]                             | Отклик на события «кровавого воскресенья» 9 января 1905 года |
| 1905            | О кавказских событиях                                                                              | [ 495 ] |
| 1905            | По поводу                                                                                          | [ 496 ] |
| 1905            | По поводу московских событий                                                                       | [ 497 ] |
| 1905            | [К рабочим всех стран]                                                                             | [ 498 ] |
| 1906            | Не давайте денег русскому правительству!                                                           | [ 499 ] |
| 1906            | Письмо Анатолю Франсу                                                                              | [ 500 ] |
| 1906            | Письмо в редакцию                                                                                  | Письмо в редакцию газеты «XX век» |
| 1906            | Воззвание к французским рабочим                                                                    | [ 502 ] |
| 1906            | К итальянцам                                                                                       | [ 503 ] |
| 1906            | Дело Николая Шмита                                                                                 | [ 504 ] |
| 1906            | Открытое письмо господину А. Олару                                                                 | [ 505 ] |
| 1906            | Открытое письмо господам Ж. Ришару, Жюлю Кларети, Рене Вивиани и другим журналистам Франции        | [ 506 ] |
| 1907            | О цинизме                                                                                          | [ 507 ] |
| [1907-1908]     | Письмо А. Галлену                                                                                  | [ 508 ] |
| 1908            | Письмо в редакцию                                                                                  | [ 509 ] |
| 1908            | [«Придите на помощь Италии!»]                                                                      | [ 510 ] |
| 1908            | Разрушение личности                                                                                | [ 511 ] |
| 1909            | [А. С. Пушкин]                                                                                     | [ 512 ] |
| 1909            | О писателях-самоучках                                                                              | [ 513 ] |
| 1911            | [О Бальзаке]                                                                                       | [ 514 ] |
| 1911            | «В ширь пошло…»                                                                                    | [ 515 ] |
| 1913            | О «карамазовщине»                                                                                  | [ 516 ] |
| 1913            | Ещё о «карамазовщине»                                                                              | [ 517 ] |
| 1914            | Несвоевременное                                                                                    | [ 518 ] |
| 1914            | Предисловие [к книге Ивана Морозова «Разрыв-трава»]                                                | [ 519 ] |
| 1914            | Предисловие [к «Сборнику пролетарских писателей»]                                                  | [ 520 ] |
| [1915]          | Государства Западной Европы перед войной                                                           | Типовой план брошюр, которые, по замыслу Горького, должны были выйти в издательстве «Парус» в годы Первой мировой войны |
| 1915            | Предисловие [к книге «Интересные незнакомцы»]                                                      | [ 522 ] |
| 1915            | [О русском футуризме]                                                                              | [ 523 ] |
| 1917            | Привет крестьянству                                                                                | [ 524 ] |
| 1917            | [О русском искусстве]                                                                              | [ 525 ] |
| 1918            | [Обращение к народу и трудовой интеллигенции]                                                      | [ 526 ] |
| 1918            | [Докладная записка об издании русской художественной литературы]                                   | [ 527 ] |
| 1919            | Советская Россия и народы мира                                                                     | [ 528 ] |
| 1919            | Предисловие [к книге А. Барбюса «В огне»]                                                          | [ 529 ] |
| 1920            | За работу!                                                                                         | [ 530 ] |
| 1920            | [О В. И. Ленине]                                                                                   | Речь, произнесённая 23 апреля 1920 года на собрании в Московском комитете РКП(б) по поводу 50-летия со дня рождения В. И. Ленина |
| 1920            | Борьба с неграмотностью                                                                            | Речь, произнесённая на заседании Петроградского Совета 30 апреля 1920 года |
| 1920            | Путь к счастью                                                                                     | [ 533 ] |
| 1920            | [Речь на митинге мобилизованных на Польский фронт]                                                 | [ 534 ] |
| 1920            | Первое мая                                                                                         | [ 535 ] |
| 1922            | О Василии Слепцове                                                                                 | [ 536 ] |
| 1922            | О русском крестьянстве                                                                             | |
| 1923            | [Предисловие к книге Фенимора Купера «Следопыт»]                                                   | [ 537 ] |
| 1923            | Н. С. Лесков                                                                                       | Впервые напечатано в качестве вступительной статьи к изданию «Н. С. Лесков. Избранные сочинения в трёх томах», том 1, издание З. Гржебина |
| 1923            | Семён Подъячев                                                                                     | Впервые напечатано в раннем варианте как редакционное предисловие к книге С. Подъячева «Жизнь мужицкая», издание З. Гржебина |
| 1923            | Предисловие [к книге Л.-П. Локнера «Генри Форд и его „Корабль мира“»]                              | [ 540 ] |
| [1924]          | Об Анатоле Франсе                                                                                  | [ 541 ] |
| 1925            | [Предисловие к изданию сочинений А. С. Пушкина на английском языке]                                | [ 542 ] |
| 1926            | О Ромэне Роллане                                                                                   | [ 543 ] |
| 1926            | Рабкорам «Правды»                                                                                  | [ 545 ] |
| 1926            | О М. М. Пришвине                                                                                   | [ 546 ] |
| 1927            | Заметки читателя                                                                                   | [ 547 ] |
| 1927            | Десять лет                                                                                         | [ 548 ] |
| 1927            | О новом и старом                                                                                   | [ 549 ] |
| 1927            | [Письмо рабкору Сапелову]                                                                          | [ 550 ] |
| 1927            | Анонимам и псевдонимам                                                                             | [ 551 ] |
| 1927            | [Рабселькорам]                                                                                     | [ 553 ] |
| 1928            | [Протест против суда над И. Бехером]                                                               | [ 554 ] |
| 1928            | Рецензия                                                                                           | [ 555 ] |
| 1928            | [Ещё рабселькорам]                                                                                 | [ 556 ] |
| 1928            | О пользе грамотности                                                                               | [ 557 ] |
| 1928            | [Тульским рабселькорам]                                                                            | [ 558 ] |
| 1928            | Ещё о грамотности                                                                                  | [ 559 ] |
| 1928            | О пролетарском писателе                                                                            | Письмо литкружковцам профтехнической школы города Покровска |
| 1928            | О белоэмигрантской литературе                                                                      | Послесловие к книге Д. Горбова |
| 1928            | О музыке толстых                                                                                   | [ 562 ] |
| 1928            | [Письмо курским красноармейцам]                                                                    | [ 563 ] |
| 1928            | О возвеличенных и «начинающих»                                                                     | [ 564 ] |
| 1928            | [Обращение к немецким писателям]                                                                   | [ 565 ] |
| 1928            | [Речь на заседании пленума Московского Совета]                                                     | [ 566 ] |
| 1928            | Письмо в редакцию                                                                                  | Впервые напечатано в газете «Рабочая Москва» № 136 за 14 июня 1928 года |
| 1928            | Ответное слово [на торжественном заседании Центрального бюро краеведения]                          | [ 568 ] |
| 1928            | О займе индустриализации                                                                           | [ 569 ] |
| 1928            | О Елене Новиковой                                                                                  | [ 570 ] |
| 1928            | О наших достижениях                                                                                | [ 571 ] |
| 1928            | [Рабочим Баку]                                                                                     | [ 572 ] |
| 1928            | [Речь на торжественном заседании пленума Бакинского Совета                                         | [ 573 ] |
| 1928            | [Речь на торжественном заседании пленума Тбилисского Совета]                                       | [ 574 ] |
| 1928            | [Речь на митинге у сормовичей]                                                                     | [ 575 ] |
| 1928            | [Ответное слово на митинге у сормовичей]                                                           | [ 576 ] |
| 1928            | [Ответ редактору французского журнала «Европа»]                                                    | [ 577 ] |
| 1928            | О культуре                                                                                         | [ 578 ] |
| 1928            | О журнале «Наши достижения»                                                                        | [ 579 ] |
| 1928            | О начинающих писателях                                                                             | [ 580 ] |
| 1928            | Литературное творчество народов СССР                                                               | [ 581 ] |
| 1928            | Рабкорам депо имени Ильича (Московско-Белорусская железная дорога)                                 | [ 582 ] |
| 1928            | «Механическим гражданам» СССР. Ответ корреспондентам                                               | [ 583 ] |
| 1928            | О Красной Армии                                                                                    | [ 584 ] |
| 1928            | Ещё о механических гражданах                                                                       | [ 585 ] |
| 1928            | Письмо селькорам                                                                                   | [ 586 ] |
| 1928            | О том, как я учился писать                                                                         | [ 587 ] |
| 1928            | О разных разностях                                                                                 | [ 588 ] |
| [1928-1929]     | [Ответ на анкету американского журнала]                                                            | [ 589 ] |
| 1928-1929       | О «маленьких» людях и о великой их работе                                                          | [ 590 ] |
| 1929            | О мещанстве                                                                                        | [ 591 ] |
| 1929            | Президиуму Серпуховского вечернего рабфака имени М. Горького                                       | [ 592 ] |
| 1929            | [Речь на открытии II Всесоюзного съезда Союза воинствующих безбожников]                            | [ 593 ] |
| 1929            | Предисловие [к брошюре о Дне индустриализации]                                                     | [ 594 ] |
| 1929            | Рабочий класс должен воспитать своих мастеров культуры                                             | [ 595 ] |
| 1929            | О бесчеловечии                                                                                     | [ 596 ] |
| 1929            | День индустриализации                                                                              | [ 597 ] |
| 1929            | О том, как надобно писать для журнала «Наши достижения»                                            | [ 598 ] |
| 1929            | Пионерам                                                                                           | [ 599 ] |
| 1929            | Хорошая книга                                                                                      | [ 600 ] |
| 1929            | Ответ                                                                                              | [ 601 ] |
| 1929            | [О сказках]                                                                                        | Вступительная статья к «Книге тысячи и одной ночи», том I, издание «Academia», Л. 1929. |
| 1929            | [Предисловике к книге писем и речей крестьян о Советской власти]                                   | [ 603 ] |
| 1929            | Молодая литература и её задачи                                                                     | Впервые напечатано в извлечениях в газете «Правда» № 167 от 18 июня 1941 года, полностью — в книге «Архив А. М. Горького, том III. Повести, воспоминания, публицистика, статьи о литературе». Гослитиздат, М., 1951                                                                    |
| 1929-1930       | Поэма в прозе                                                                                      | [ 605 ] |
| 1929-1930       | Человек, уши которого заткнуты ватой                                                               | Подзаголовок: К дискуссии о детской книге |
| [не ранее 1930] | [Как я пишу]                                                                                       | Ответ на анкету, предложенную в 1930 году «Издательством писателей в Ленинграде» ряду известных литераторов |
| 1930            | Письма начинающим литераторам                                                                      | [ 608 ] |
| 1930            | Письма из редакции                                                                                 | [ 609 ] |
| 1930            | О женщине                                                                                          | [ 610 ] |
| 1930            | О безответственных людях и о детской книге наших дней                                              | [ 611 ] |
| 1930            | О солитере                                                                                         | [ 612 ] |
| 1930            | Освещать быт, обнажать скрытую в нём политику!                                                     | [ 613 ] |
| 1930            | О предателях                                                                                       | [ 614 ] |
| 1930            | Редакции газеты «Коммунист Таджикистана»                                                           | [ 615 ] |
| 1930            | Об умниках                                                                                         | [ 616 ] |
| 1930            | 13 лет                                                                                             | [ 617 ] |
| 1930            | Переписка с читателями                                                                             | [ 618 ] |
| 1930            | Если враг не сдаётся, — его уничтожают                                                             | [ 619 ] |
| 1930            | К рабочим и крестьянам                                                                             | [ 620 ] |
| 1930            | Гуманистам                                                                                         | [ 621 ] |
| 1930            | Вместо приветствия                                                                                 | К десятилетию провинциальной советской прессы |
| 1930            | Письмо редакции журнала «Будущая Сибирь»                                                           | [ 623 ] |
| 1930            | О литературе                                                                                       | [ 624 ] |
| 1930            | [Предисловие к книге Е. Новиковой-Вашенцовой «Маринкина жизнь»]                                    | [ 625 ] |
| 1930            | [Предисловие к книге Дм. Семеновского «Земля в цветах»]                                            | [ 626 ] |
| 1930            | Письмо селькору-колхознику                                                                         | [ 627 ] |
| 1930            | «Народ должен знать свою историю!»                                                                 | [ 628 ] |
| 1930            | О старичках                                                                                        | [ 629 ] |
| 1930            | [О буржуазной прессе]                                                                              | [ 630 ] |
| 1930-1931       | Беседы о ремесле                                                                                   | Включает статьи I—III |
| 1931            | Ответ на анкету журнала «Vu»                                                                       | [ 632 ] |
| 1931            | Письмо серпуховским рабфаковцам                                                                    | [ 633 ] |
| 1931            | Письмо ЛОКАФу Белорусского военного округа                                                         | [ 634 ] |
| 1931            | Письмо золоторазведчиков                                                                           | [ 635 ] |
| 1931            | О цинизме                                                                                          | Подзаголовок: Ответ корреспонденту |
| 1931            | Школе взрослых в Смоленске                                                                         | [ 637 ] |
| 1931            | Наши задачи                                                                                        | [ 638 ] |
| 1931            | Книга рабкора Гудка-Еремеева                                                                       | [ 639 ] |
| 1931            | Товарищам-литераторам и редакционному совету издательства ВЦСПС                                    | [ 640 ] |
| 1931            | Ураган, старый мир разрушающий                                                                     | [ 641 ] |
| 1931            | «Заре Востока»                                                                                     | . Последнее наименование газеты — «Свободная Грузия». |
| 1931            | О детях                                                                                            | [ 643 ] |
| 1931            | По поводу одной легенды                                                                            | [ 644 ] |
| 1931            | Клевета и лицемерие                                                                                | Подзаголовок: Товарищам просвещенцам Орехово-Зуева |
| 1931            | Привет победителям                                                                                 | [ 646 ] |
| 1931            | Ответ костромским рабочим типографии «Красный печатник»                                            | [ 647 ] |
| 1931            | О действительности                                                                                 | [ 648 ] |
| 1931            | [Руководителям журнала «Лиги против империализма»]                                                 | [ 649 ] |
| 1931            | О работе неумелой, небрежной, недобросовестной и т. д.                                             | [ 650 ] |
| 1931            | Под красными знамёнами                                                                             | Впервые напечатано одновременно в газетах «Правда» и «Известия ЦИК СССР и ВЦИК» № 120 от 1 мая 1931 г. |
| 1931            | Весь мир смотрит на нас                                                                            | Из выступления на встрече со вновь вступающими в Коммунистическую партию. Впервые напечатано после смерти автора в газете «Комсомольская правда» № 99 от 1 мая 1938 года |
| 1931            | Ударники в литературе                                                                              | [ 653 ] |
| 1931            | Ответ интеллигенту                                                                                 | [ 654 ] |
| 1931            | Ленинградским работницам и крестьянкам                                                             | Подзаголовок: Беседы о жизни |
| 1931            | [Приветствие рабочим завода «Большевик»]                                                           | [ 656 ] |
| 1931            | 12 миллионов 838 тысяч хозяйств в колхозах                                                         | [ 657 ] |
| 1931            | О литературе и прочем                                                                              | [ 658 ] |
| 1931            | Беседа с молодыми ударниками, вошедшими в литературу                                               | [ 659 ] |
| 1931            | Беседа с писателями-ударниками по вопросам, предложенным рабочим редакционным советом ВЦСПС        | [ 660 ] |
| 1931            | Письмо работницам фабрики «Туркшёлк» по поводу присвоения фабрике имени Максима Горького           | [ 661 ] |
| 1931            | К иностранным рабочим                                                                              | [ 662 ] |
| 1931            | Редакции журнала «Молодой большевик»                                                               | [ 663 ] |
| 1931            | Горнякам шахты «Наклонная ветка»                                                                   | [ 664 ] |
| 1931            | Логика истории                                                                                     | [ 665 ] |
| 1931            | Предисловие [к воспоминаниям Н. Буренина]                                                          | Впервые опубликовано в брошюре Н. Буренина «Из жизни большевистского подполья», М., 1933 год (впоследствии брошюра издавалась под названием «Люди большевистского подполья»). |
| 1931            | Рабочие и крестьяне не позволят себя обмануть                                                      | [ 667 ] |
| 1931            | Участникам гражданской войны                                                                       | [ 668 ] |
| 1931            | Годовщина исторического постановления                                                              | [ 669 ] |
| 1931            | Не забывать ни на минуту…                                                                          | [ 670 ] |
| 1931            | Рабочим Магнитостроя и другим                                                                      | [ 671 ] |
| 1931            | Террор капиталистов против негритянских рабочих в Америке                                          | [ 672 ] |
| 1931            | «История фабрик и заводов»                                                                         | [ 673 ] |
| 1931            | Засуха будет уничтожена                                                                            | [ 674 ] |
| 1931            | Следуйте примеру рабочего класса Союза Советов                                                     | [ 675 ] |
| 1931            | [Приветствие газете «Техника»]                                                                     | [ 676 ] |
| 1931            | «История молодого человека»                                                                        | Предисловие к серии из восемнадцати романов «История молодого человека XIX столетия», начатой Журнально-газетным объединением в 1932 году (опубликовано в первой книге серии, включавшей романы «Ренэ» Шатобриана и «Адольф» Б. Констана)                                              |
| 1931            | За работу!                                                                                         | [ 678 ] |
| 1931            | О «Библиотеке поэта»                                                                               | О серии, начатой в 1932 году «Издательством писателей в Ленинграде» |
| 1931            | О борьбе с природой                                                                                | [ 680 ] |
| 1931            | Об анекдотах и — ещё кое о чём                                                                     | [ 681 ] |
| 1931            | Предисловие к книге А. К. Виноградова «Три цвета времени»                                          | [ 682 ] |
| [1931]          | В редакцию журнала «Социалистический город»                                                        | Впервые напечатано после смерти автора в газете «Строительный рабочий» № 82 от 18 июня 1938 г. и в журнале «30 дней» № 6 за июнь 1938 года (издание журнала «Социалистический город» готовилось Моссоветом, но не было осуществлено)                                                   |
| 1931            | Предисловие к альманаху «Вчера и сегодня»                                                          | [ 684 ] |
| 1932            | Кукрыниксы                                                                                         | О знаменитом советском коллективе художников |
| 1932            | О «праве на погоду»                                                                                | [ 686 ] |
| 1932            | В ответ на обращение жены Сунь Ят-сена                                                             | [ 687 ] |
| 1932            | [К десятилетию ЗСФСР]                                                                              | [ 688 ] |
| 1932            | Равнодушие не должно иметь места                                                                   | [ 689 ] |
| 1932            | С кем вы, «мастера культуры»?                                                                      | Подзаголовок: «Ответ американским корреспондентам» |
| 1932            | О работе по «Истории фабрик и заводов»                                                             | [ 691 ] |
| 1932            | О старом и новом человеке                                                                          | [ 692 ] |
| 1932            | По поводу одной полемики                                                                           | [ 693 ] |
| 1932            | Наша печать                                                                                        | Выступление 5 мая 1932 года в радиогазете «Пролетарий» |
| 1932            | Предрассудки съедают миллионы пудов сена                                                           | [ 695 ] |
| 1932            | Ещё раз об «Истории молодого человека XIX столетия»                                                | [ 696 ] |
| 1932            | Ответ корреспондентке                                                                              | [ 697 ] |
| 1932            | Рабочие пишут историю своих заводов                                                                | [ 698 ] |
| 1932            | О литературной технике                                                                             | [ 699 ] |
| 1932            | [Выступление на радиомитинге 1 августа 1932 года]                                                  | [ 700 ] |
| 1932            | [О советском радиовещании]                                                                         | [ 701 ] |
| 1932            | Делегатам антивоенного конгресса                                                                   | Подзаголовок: «Речь, которая не была произнесена» |
| 1932            | [Амстердамскому антивоенному конгрессу]                                                            | [ 703 ] |
| 1932            | О «солдатских идеях»                                                                               | [ 704 ] |
| 1932            | [Речь, произнесённая для звукового фильма «Наш Горький»]                                           | [ 705 ] |
| 1932            | [Бойцам Красной Армии]                                                                             | [ 706 ] |
| 1932            | [Ответ на приветствия]                                                                             | Речь на торжественном заседании в Большом театре 25 сентября 1932 года |
| 1932            | Привет создателям Днепростроя!                                                                     | [ 708 ] |
| 1932            | [Письмо рабочим и трудящимся города Горького]                                                      | [ 709 ] |
| 1932            | Землякам-динамовцам                                                                                | [ 710 ] |
| 1932            | [Белорусской Академии наук]                                                                        | [ 711 ] |
| 1932            | О самом главном                                                                                    | [ 712 ] |
| 1932            | «Наши достижения» на пороге второй пятилетки                                                       | [ 713 ] |
| 1932            | Каким должен быть «За рубежом»                                                                     | [ 714 ] |
| 1933            | О прозе                                                                                            | [ 715 ] |
| 1933            | О пьесах                                                                                           | [ 716 ] |
| 1933            | Война сорнякам                                                                                     | Впервые опубликовано 15 февраля 1933 года в газетах «Комосомольская правда» № 38 и «Правда» № 45 под названием «Ударники похода против сорняков» |
| 1933            | О социалистическом реализме                                                                        | [ 718 ] |
| 1933            | [Приветствие первому Всесоюзному съезду колхозников-ударников]                                     | [ 719 ] |
| 1933            | [Приветствие Красной армии]                                                                        | [ 720 ] |
| 1933            | Детям Сахалина                                                                                     | [ 721 ] |
| 1933            | Ответ В. Золотухину                                                                                | [ 722 ] |
| 1933            | «Работнице и крестьянке»                                                                           | [ 723 ] |
| 1933            | Литературу — детям                                                                                 | [ 724 ] |
| 1933            | Что должен знать наш массовый читатель                                                             | [ 725 ] |
| 1933            | О кочке и о точке                                                                                  | [ 726 ] |
| 1933            | [Приветствие Уралмашстрою]                                                                         | [ 727 ] |
| 1933            | «Люди Сталинградского тракторного». Первый том «Истории заводов»                                   | [ 728 ] |
| 1933            | О воспитании правдой                                                                               | [ 729 ] |
| 1933            | Быть проводниками великой истины [Выступление на совещании редакторов политотдельских газет]       | [ 730 ] |
| 1933            | [Речь на слёте ударников Беломорстроя]                                                             | [ 731 ] |
| 1933            | Люди пафоса освоения и мусор прошлого. О партийной чистке на заводе № 22                           | [ 732 ] |
| 1933            | «Великие дела совершаются в нашей стране…» [Колхозникам села Губцево]                              | Напечатано в газете «Большевик» (Гусь-Хрустальный) № 175 за 31 августа 1933 года и в газете «Правда» № 242 за 2 сентября 1933 года |
| 1933            | Перед нами развёртывается огромнейшая и прекрасная работа                                          | Речь на расширенном заседании Президиума Оргкомитета ССП 7 сентября 1933 года |
| 1933            | [Колхозникам артели «Мордовский труженик»]                                                         | [ 735 ] |
| 1933            | Ярославцам                                                                                         | [ 736 ] |
| 1933            | Изобретателям, рабочим Тульского краснознамённого завода                                           | [ 737 ] |
| 1933            | Товарищам Прокофьеву, Бирнбауму, Годунову, инженерам и рабочим 39 завода — строителям стратостата  | [ 738 ] |
| 1933            | О темах                                                                                            | [ 739 ] |
| 1933            | [Харьковскому заводу «Серп и молот»]                                                               | [ 740 ] |
| 1933            | О «зрителе»                                                                                        | [ 741 ] |
| 1933            | Вперёд и выше, комсомолец!                                                                         | [ 742 ] |
| 1933            | Маркс и культура                                                                                   | [ 743 ] |
| 1933            | Рабочим бумажной фабрики имени М. Горького                                                         | [ 744 ] |
| 1933            | [Приветствие «Крестьянской газете»]                                                                | [ 745 ] |
| 1934            | Правда социализма                                                                                  | Впервые напечатано в книге «Беломорско-Балтийский канал имени Сталина», издание «История фабрик и заводов», 1934 год |
| 1934            | [Шахте имени М. Горького]                                                                          | [ 747 ] |
| 1934            | «…Вы — чудесная сила, преобразующая мир»                                                           | Речь на Московской областной партконференции 18 января 1934 года |
| 1934            | По поводу одной дискуссии                                                                          | К дискуссии о языке романа Ф. И. Панфёрова «Бруски» |
| 1934            | Пять лет                                                                                           | [ 750 ] |
| 1934            | Открытое письмо А. С. Серафимовичу                                                                 | [ 751 ] |
| 1934            | Товарищу Димитрову                                                                                 | [ 752 ] |
| 1934            | О бойкости                                                                                         | [ 753 ] |
| 1934            | В защиту Эрнста Тельмана                                                                           | [ 754 ] |
| 1934            | Поколение героев                                                                                   | [ 755 ] |
| 1934            | О языке                                                                                            | [ 756 ] |
| 1934            | Краткий очерк скверной истории                                                                     | [ 757 ] |
| 1934            | Привет героям!                                                                                     | [ 758 ] |
| 1934            | О женщине                                                                                          | [ 759 ] |
| 1934            | По поводу чуда                                                                                     | [ 760 ] |
| 1934            | Беседа с молодыми                                                                                  | [ 761 ] |
| 1934            | Пролетарский гуманизм                                                                              | [ 762 ] |
| 1934            | Литературные забавы                                                                                | [ 763 ] |
| 1934            | [Приветствие челюскинцам]                                                                          | [ 764 ] |
| 1934            | Подвиг этот возможен только в Стране Советов                                                       | [ 765 ] |
| 1934            | [ Троице-лыковским колхозникам Кунцевской МТС]                                                     | [ 766 ] |
| 1934            | [ Пионерам Московской области]                                                                     | [ 767 ] |
| 1934            | [О журнале «Колхозник»]                                                                            | [ 768 ] |
| 1934            | [Советские дети]: I. Мальчик                                                                       | [ 769 ] |
| 1934            | [Советские дети]: II. Мальчики и девочки                                                           | [ 770 ] |
| 1934            | Пионерскому кружку 6 ФЗД в Иркутске                                                                | [ 771 ] |
| 1934            | Вступительная речь на открытии Первого Всесоюзного съезда советских писателей 17 августа 1934 года | [ 772 ] |
| 1934            | Советская литература                                                                               | Доклад на Первом Всесоюзном съезде советских писателей 17 августа 1934 года |
| 1934            | [Речь на Первом Всесоюзном съезде советских писателей 22 августа 1934 года]                        | [ 774 ] |
| 1934            | [Заключительная речь на Первом Всесоюзном съезде советских писателей 1 сентября 1934 года]         | [ 775 ] |
| 1934            | [Антивоенному женскому конгрессу в Париже]                                                         | [ 776 ] |
| 1934            | Речь на первом пленуме правления Союза советских писателей 2 сентября 1934 года                    | [ 777 ] |
| 1934            | [Обращение к революционным писателям Китая]                                                        | [ 778 ] |
| 1934            | Антифашистскому конгрессу в Чикаго                                                                 | [ 779 ] |
| 1934            | [Предисловие к изданию повести «Мать» на французском языке]                                        | [ 780 ] |
| 1934            | Беседа                                                                                             | [ 781 ] |
| 1934            | Больше бдительности!                                                                               | Отклик на убийство С. М. Кирова |
| 1934            | Предисловие [к книге И. Гордиенко «Первый выборгский»]                                             | [ 783 ] |
| 1934            | Предисловие [к книге «Первая боевая организация большевиков 1905—1907 гг.»]                        | [ 784 ] |
| 1935            | Третьему краевому съезду Советов                                                                   | [ 785 ] |
| 1935            | [Приветствие к пятнадцатилетию советской кинематографии]                                           | [ 786 ] |
| 1935            | О сказках                                                                                          | [ 787 ] |
| 1935            | Они расскажут миллионам                                                                            | [ 788 ] |
| 1935            | Делегатам колхозного съезда                                                                        | [ 789 ] |
| [1935]          | «История деревни»                                                                                  | [ 790 ] |
| 1935            | Речь на открытии Второго пленума правления Союза советских писателей 2 марта 1935 года             | [ 791 ] |
| 1935            | Наша литература — влиятельнейшая литература в мире                                                 | Речь на втором пленуме Правления Союза советских писателей 7 марта 1935 года |
| 1935            | [ Ударницам на стройке канала Москва — Волга]                                                      | [ 793 ] |
| 1935            | [Приветствие краевому съезду колхозников-ударников Западной Сибири]                                | [ 794 ] |
| 1935            | [Приветствие народу Украины]                                                                       | [ 795 ] |
| 1935            | «Две пятилетки»                                                                                    | [ 796 ] |
| 1935            | Литература и кино                                                                                  | Речь и заключительное слово на совещании писателей, композиторов, художников и кинорежиссёров 10 апреля 1935 года |
| 1935            | Об искусстве                                                                                       | [ 798 ] |
| 1935            | [Обращение к конгрессу защиты культуры]                                                            | [ 799 ] |
| 1935            | [О параде физкультурников]                                                                         | [ 800 ] |
| 1935            | О культурах                                                                                        | [ 801 ] |
| 1935            | Товарищам и гражданам Таганрога                                                                    | [ 802 ] |
| 1935            | Предисловие [к очерку Дм. Семеновского «Страна плодородия»]                                        | [ 803 ] |
| 1935            | Замечательный человек эпохи                                                                        | Об Анри Барбюсе |
| 1935            | [Приветствие слёту мастериц льна]                                                                  | [ 805 ] |
| 1935            | Пролетарская ненависть                                                                             | [ 806 ] |
| 1935            | Знать прошлое — необходимо                                                                         | Ответ Е. И. Семёновой |
| 1935            | [Предисловие к американскому изданию книги М. Ильина «Горы и люди»]                                | [ 808 ] |
| 1935            | [Письмо школьникам Иркутской 15-й средней школы имени М. Горького]                                 | [ 809 ] |
| 1935            | О новом человеке                                                                                   | [ 810 ] |
| 1935            | [К тридцатилетию сормовского восстания. Приветствие сормовским рабочим]                            | [ 811 ] |
| 1935            | [Предисловие к «Книге для чтения по истории литературы для красноармейцев и краснофлотцев»]        | [ 812 ] |
| 1935            | О религиозно-мифологическом моменте в эпосе древних                                                | Письмо А. А. Суркову |
| [1935-1936]     | «История деревни»                                                                                  | [ 814 ] |
| 1936            | От «врагов общества» — к героям труда                                                              | [ 815 ] |
| 1936            | [Приветствие Ромэну Роллану]                                                                       | [ 816 ] |
| 1936            | Стахановцам бумажной фабрики имени М. Горького                                                     | [ 817 ] |
| 1936            | Хорошее, полезное дело                                                                             | [ 818 ] |
| 1936            | [Заметки о детских книгах и играх]                                                                 | [ 819 ] |
| 1936            | О формализме                                                                                       | [ 820 ] |
| 1936            | Непоколебимо верю в победу вашу, дорогие товарищи                                                  | Приветствие X съезду ВЛКСМ |
| 1936            | [Эрнсту Тельману]                                                                                  | [ 822 ] |
| 1936            | Книга русской женщины                                                                              | [ 823 ] |
|                 | Печальный куриоз                                                                                   | [ 824 ] |
|                 | [Самарская поэзия]                                                                                 | [ 825 ] |
|                 | [Стихи о весне]                                                                                    | [ 826 ] |
|                 | [О «людях сороковых годов»]                                                                        | [ 827 ] |
|                 | Аллегории Оливии Шрейнер                                                                           | [ 828 ] |
|                 | Дары жизни                                                                                         | [ 829 ] |
|                 | Тайна художника                                                                                    | [ 830 ] |
|                 | Стихи К. Бальмонта и В. Брюсова                                                                    | [ 831 ] |
|                 | [О рассказах Мамина-Сибиряка и Эртеля]                                                             | [ 832 ] |
|                 | [Об А. Вербицкой]                                                                                  | [ 833 ] |
|                 | [О книге Аненковой-Бернар]                                                                         | [ 834 ] |
|                 | [О рассказах И. Новикова]                                                                          | [ 835 ] |
|                 | [О рассказах Марка Криницкого]                                                                     | [ 836 ] |
|                 | [О книжке Романа Кумова]                                                                           | [ 837 ] |
|                 | [О Х. Н. Бялике]                                                                                   | [ 838 ] |
|                 | [О творчестве Леонида Андреева]                                                                    | [ 839 ] |
|                 | [О Бунине]                                                                                         | [ 840 ] |
|                 | [Об издании русских классиков]                                                                     | [ 841 ] |
|                 | Об издании романа «Бесы»                                                                           | [ 842 ] |
|                 | [О пьесе «Помешанный»]                                                                             | [ 843 ] |
|                 | [О рассказе М. Ершовой]                                                                            | [ 844 ] |
|                 | Цели нашего журнала                                                                                | [ 845 ] |
|                 | К победе и творчеству                                                                              | [ 846 ] |
|                 | О недобросовестных литераторах                                                                     | [ 847 ] |
|                 | В книге много простой большевистской правды                                                        | [ 848 ] |
|                 | [О «Новой библиотеке»]                                                                             | [ 849 ] |
|                 | [Избранные сочинения Альфреда де Мюссе]                                                            | [ 850 ] |
|                 | [О книгах Ж. Экоута]                                                                               | [ 851 ] |
|                 | [Август Стриндберг]                                                                                | [ 852 ] |
|                 | [О Дж. Пасколи]                                                                                    | [ 853 ] |
|                 | [«Всемирная литература»]                                                                           | [ 854 ] |
|                 | [Легенда об Агасфере]                                                                              | [ 855 ] |
|                 | [Баллады о Робин Гуде]                                                                             | [ 856 ] |
|                 | [О «Святом» К. Ф. Мейера]                                                                          | [ 857 ] |
|                 | [Кнут Гамсун]                                                                                      | [ 858 ] |
|                 | О книгах                                                                                           | [ 859 ] |
|                 | [О Стендале]                                                                                       | [ 860 ] |
|                 | [О С. Цвейге]                                                                                      | [ 861 ] |
|                 | [О мелодраматизме]                                                                                 | [ 862 ] |
|                 | Заметки о мещанстве                                                                                | [ 863 ] |
|                 | Издалека                                                                                           | [ 864 ] |
|                 | [Произведения искусства и авторское право]                                                         | [ 865 ] |

## Поэтические переводы
| Год       | Название                         | Комментарий |
| --------- | -------------------------------- | ----------- |
| 1910-1911 | Янка Купала. — «А кто там идёт…» | [ 866 ]     |
| 1917      | Эйно Лейно. — Илерми             | [ 867 ]     |

## Воспитание «нового человека»
- Горький М., Горбунков К., Лузгин М. Болшевцы. Очерки по истории Болшевской имени Г. Г. Ягода трудкоммуны НКВД. М., 1936. (О Болшевской коммуне НКВД под рук. М. С. Погребинского)

Также М. Горький выступил редактором произведений руководителей Болшевской коммуны (М. С. Погребинского) и Колонии им. М. Горького (А. С. Макаренко), соотв.:
- Погребинский М.С. Трудовая коммуна ОГПУ (другое название «Фабрика людей»). Под ред. М. Горького. // Библиотека ж-ла «Огонёк» № 454 М., 1929 г. 34 стр.
- Макаренко А. С. Педагогическая поэма. / под ред. М. Горького. М., 1936 г. и посл. издания.

## Произведения, не публиковавшиеся автором, незаконченное, наброски

### Стихотворения
| Год                     | Название                                                                    | Комментарий |
| ----------------------- | --------------------------------------------------------------------------- | --- |
| 1888                    | «Только я было избавился от бед…»                                           | [ 868 ] |
| 1888                    | «Не везёт тебе, Алёша!»                                                     | [ 869 ] |
| 1888                    | «Постыдно ныть в мои года…»                                                 | [ 870 ] |
| 1889                    | «Не браните вы музу мою…»                                                   | [ 871 ] |
| 1889                    | «Я плыву, за мною следом…»                                                  | [ 872 ] |
| 1889                    | «Звук её, ласкающий и милый…»                                               | [ 873 ] |
| 1889                    | «Тому на свете тяжело…»                                                     | [ 874 ] |
| 1891                    | «Нет! Там бессильна голова…»                                                | Автограф представляет собой надпись на обратной стороне фотографии, подаренной Горьким М. И. Метлиной, указана дата: 5 апреля 1891. Впервые напечатано в книге «М. Горький. Стихотворения. М.-Л. 1963» |
| к. 1880-х — нач. 1890-х | Юзгляр                                                                      | Подзаголовок «Рассказ киргизца» |
| не ранее 1892           | «Живу я на вере…»                                                           | [ 877 ] |
| 1892                    | Рассвет                                                                     | [ 878 ] |
| 1892                    | «Как странники на большой дороге…»                                          | [ 879 ] |
| 1892                    | «Эта дивная рамка была…»                                                    | [ 880 ] |
| 1892-1894               | «На страницы вашего альбома…»                                               | [ 881 ] |
| 1892                    | «…Отважно лжёт…»                                                            | [ 882 ] |
| 1892                    | <"И прочее такое…"> «Во мраке таинственной ночи…»                           | [ 883 ] |
| [1892-1896]             | <Эпиграммы на Д. С. Мережковского>: 1. На поэму «Смерть» 2. На поэму «Вера» | Впервые опубликованы в альманахе «Волга» (Куйбышев), 1957 г. |
| 1896                    | <Е. П. Пешковой>                                                            | Авторская дата под стихотворением — 19 июля 1896, впервые опубликовано в книге: М. Горький. Стихотворения. М.-Л., 1963                                                                                 |
| [1898-1890]             | <Уважаемые покупатели!>                                                     | Впервые полностью опубликовано в книге «Архив Горького», т. VI, 1957, с. 173—174. Первые двенадцать строк публиковались в журнале «Новый мир», 1940, № 8, с. 204                                       |
| [1899-1901]             | «По небу жёлтому тащилась…»                                                 | Впервые опубликовано в 1957 г. |
| 1901                    | «Как медведь в железной клетке…»                                            | Впервые опубликовано в 1955 г. |
| 1901-1902               | «Сердитый пёс породы волкодавов…»                                           | Впервые опубликовано в 1957 г. |
| 1901-1902               | «Синими очами океанов…»                                                     | Первая строфа впервые опубликована в «Рассказе об одном романе» (1924 г.) в качестве стихов персонажа рассказа                                                                                         |
| 1902-1905               | «Далёко — безмерно далёко…»                                                 | Впервые опубликовано в 1957 г. |
| [1904]                  | «Поутру штору поднимая…»                                                    | [ 892 ] |
| [1906-1913]             | «Когда бездейственная тишь…»                                                | [ 893 ] |
| 1910                    | «Евгений! Дарю тебе сию тетрадь…»                                           | [ 894 ] |
| 1911                    | «Читают Пушкина…»                                                           | [ 895 ] |
| [1914-1917]             | «День сгоревший хороня…»                                                    | [ 896 ] |
| [Не позднее 1918—1920]  | «Иду межой среди овса…»                                                     | [ 897 ] |
| [Не позднее 1918—1920]  | «Рыжая, как ржавое железо…»                                                 | [ 898 ] |
| [Не позднее 1918—1920]  | «Ветер в окно стучится…»                                                    | [ 899 ] |
| [1918-1919]             | «Сгорел ещё один день жизни краткой…»                                       | Из цикла <Стихи. Наброски> |
| [Не позднее 1919]       | В Финляндии                                                                 | [ 901 ] |
| [середина 1920-х]       | «Оливы пахнут горько…»                                                      | [ 902 ] |
| [1930]                  | <Василий Буслаев>                                                           | [ 903 ] |
| [не позднее 1935]       | «Дорогие мои дети!..»                                                       | [ 904 ] |
| [1935-1936]             | «Снова кровохарканье…»                                                      | [ 905 ] |

### Проза
| Год               | Название                                                                       | Комментарий |
| ----------------- | ------------------------------------------------------------------------------ | --- |
| 1893              | Изложение фактов и дум, от изложения которых отсохли лучшие куски моего сердца | [ 906 ] |
| 1893              | Биограф<ия>                                                                    | [ 907 ] |
| не ранее 1893     | <Мудрая редька>                                                                | [ 908 ] |
| 1893              | О комарах                                                                      | Сказка |
| [не ранее 1899]   | <На станции>                                                                   | Впервые опубликовано в книге «Архив Горького», т. III, 1951, с. 50 |
| [1899]            | <Поверка кончилась>                                                            | Впервые полностью опубликован в книге: Максим Горький «Материалы и исследования», т. II, 1934, 1941, с. 53 |
| [не ранее 1899]   | <Первый раз я увидел эту женщину…>                                             | Впервые опубликован в «Литературной газете» № 22 от 25 мая 1946 г. |
| 1900              | Мужик                                                                          | Первая и вторая главы опубликованы с подзаголовком «Очерки» в журнале «Жизнь», 1900, т. III (март), стр. 128—161, т. IV (апрель), с. 1-34. Третья глава впервые опубликована в 1936 году под названием «Добыча» в книге: М. Горький. Материалы и исследования. Т. II, с. 10-50. Произведение осталось незаконченным                                                     |
| [1903]            | <Мещанин>                                                                      | Неоконченное продолжение поэмы «Человек», написанной в 1903 году. Впервые опубликовано в книге: Горьковские чтения 1938 и 1939 гг. М.-Л., 1940, стр. 42-43 |
| [1904]            | Яков Иванович                                                                  | Впервые опубликовано в 1957 г. |
| 1905              | С натуры                                                                       | [ 916 ] |
| [1905]            | Публика                                                                        | Полностью впервые опубликовано в полном собрании сочинений, том 6, 1970 г. |
| [1905-1906]       | Зрители                                                                        | [ 918 ] |
| [1906]            | Поп Гапон                                                                      | Очерк. Впервые опубликован в 1957 |
| [1906]            | М<арк> Т<вен>                                                                  | Впервые опубликовано в книге: Описание рукописей М. Горького, вып. 1. М.-Л., 1936 |
| [1906]            | <Об И. Е. Репине и кн. И. Н. Тарханове>                                        | Впервые опубликовано в «Литературной газете» за 1 июня 1946 года, № 23 |
| 1906              | <Записная книжка>                                                              | [ 922 ] |
| 1906              | Город Мамоны                                                                   | Подзаголовок «Мои впечатления об Америке». Впервые напечатано на английском языке в журнале «Appleton’s Magazine», 1906, т. 8, под названием «The City of Mammon». Рукопись не сохранилась, на русском языке опубликовано в переводе с английского в полном собрании сочинений, том 6, 1970                                                                             |
| [1907-1908]       | «…На реке раздался…»                                                           | Написано на Капри, датировано примерно, по содержанию. Впервые опубликовано в газете «Литературная Россия» № 13 за 22 марта 1968 года |
| [1907-1912]       | «Дядя Витя»                                                                    | Датировано примерно, по содержанию. Впервые опубликовано в книге: Архив А. М. Горького. Т. III. Повести, воспоминания, публицистика, статьи о литературе. М., 1951. С. 54-59 |
| 1909              | <Большая любовь>                                                               | Неоконченная повесть, впервые напечатана в отрывках в сборнике товарищества «Белый цветок», издание Общества борьбы с туберкулёзом (Полтава, 1912 год) и в газете «Правда» (№ 1/205 за 1 января 1913 года) |
| 1910, 1914        | Записная книжка                                                                | [ 928 ] |
| 1911              | <Записки dr'-a Ряхина>                                                         | [ 929 ] |
| 1911              | <Сцена для импровизации>                                                       | [ 930 ] |
| [1911-1912]       | < «Я вам не помешаю?…» >                                                       | [ 931 ] |
| [1911-1913]       | «Испорченная кровь — тот же яд…»                                               | [ 932 ] |
| [Не ранее 1914]   | <Наброски к роману о российском Жане Вальжане, добродетельном каторжнике>      | [ 933 ] |
| 1915              | Всё то же                                                                      | Неоконченная повесть, впервые напечатана в книге: «Скрижаль». Сборник первый. Петроград, 1918, стр. 59-130 |
| 1915-1918         | Ярмарка                                                                        | Подзаголовок: «Из повести „Всё то же“» |
| [Не ранее 1916]   | Письма к читателям <Л. А. Сулержицкий>                                         | [ 936 ] |
| [1918-1919]       | «Опираясь острыми локтями…»                                                    | Из цикла <Стихи. Наброски> |
| [1918-1919]       | «Пёстрый день…»                                                                | Из цикла <Стихи. Наброски> |
| [1919]            | «Приехал я из Нижнего…»                                                        | Из цикла <Стихи. Наброски> |
| [1919]            | «Иду в Самаре берегом Волги…»                                                  | Из цикла <Стихи. Наброски> |
| [1919]            | О Михайловском                                                                 | [ 941 ] |
| [1919]            | <Павел Розанов>                                                                | [ 942 ] |
| 1919              | <Из жизни первобытных людей>                                                   | Подзаголовок: «Схема мимического представления». Впервые опубликовано в газете «Жизнь искусства» № 253—254 от 27-28 сентября 1919 года в заключительной части статьи «Инсценировки истории культуры» |
| 1920              | Работяга Словотеков                                                            | Примерный сценарий сатирического спектакля для петроградского Театра народной комедии в постановке С. Э. Радлова, творческий метод которого заключался в искусстве импровизации |
| [1922-1923]       | Сны                                                                            | [ 945 ] |
| [1922-1923]       | Жизнь одного еврея                                                             | Сценарий для французской кинофирмы С. Горона |
| 1922-1923         | Степан Разин                                                                   | Киносценарий. Подзаголовок: «Народный бунт в Московском государстве 1666—1668 годов» |
| [1923-1926]       | <Пропагандист>                                                                 | Киносценарий |
| 1923              | Савва Морозов                                                                  | [ 949 ] [ 950 ] |
| 1923              | <А. Н. Алексин>                                                                | . Впервые напечатано в журнале «Красная новь», 1941 г., № 6, стр. 15-17 |
| [1923-1924]       | Сон                                                                            | Впервые опубликовано под условным названием «Зоя» в книге: Архив А. М. Горького. Том VI. Художественные произведения. Планы. Наброски. Заметки о литературе и языке. М., 1957, стр. 65-106. По содержанию никак не связан с одноимённым рассказом 1896 года |
| 1924-1925         | Случай с Лузгиным                                                              | [ 954 ] |
| [1924-1925]       | Правдивое изложение случая с почтмейстером Павловым                            | [ 955 ] |
| [1925]            | Записки из дневника                                                            | Вступительная часть «Записок из дневника» впервые опубликована как заключение к рассказам «Проводник» и «Мамаша Кемских», изначально опубликованных под общим названием «Записки из дневника» в журнале «Молодая гвардия», 1925, № 10-11, стр. 10-11. Как самостоятельный текст впервые опубликован в ранней редакции в журнале «Красная новь», 1941 г., № 6, стр. 6-10 |
| [1925]            | Фотограф из Симбирска                                                          | [ 957 ] |
| [не позднее 1925] | Ход коня                                                                       | Киносценарий |
| [не позднее 1925] | По пути на дно                                                                 | Киносценарий |
| 1929              | О единице                                                                      | [ 960 ] |
| [1931—1932]       | <Очерк об И. В. Сталине>                                                       | Автор написал лишь одну страницу и не стал продолжать работу. |
| 1932              | Преступники                                                                    | Киносценарий |
| 1933              | <Серафим Саровский>                                                            | [ 963 ] |
| [1935-1936]       | «Село Комарово когда-то расположилось…»                                        | [ 964 ] |

### Драматические наброски, неоконченные пьесы
| Год             | Название                                           | Комментарий |
| --------------- | -------------------------------------------------- | --- |
| 1897            | Тьфу!                                              | [ 965 ] |
| 1906            | Конституция                                        | [ 966 ] |
| 1907-1908       | <Праздник и ярмарка в заводском посёлке>           | Либретто оперы |
| 1911            | <Пётр Васильевич>                                  | [ 968 ] |
| [не ранее 1916] | <Яков Богомолов>                                   | [ 969 ] [ 970 ] |
| [1917-1929]     | <Христофор Букеев>                                 | [ 971 ] |
| 1931            | Сомов и другие                                     | По мотивам реальных событий вокруг Шахтинского дела и процесса Промпартии в их официальной советской трактовке. При жизни Горького пьеса не ставилась, опубликована впервые в книге: Архив М. Горького. Том II. Пьесы и сценарии. М., 1941, стр. 9-69 |
| 1932            | <Картины к инсценировке П. С. Сухотина «В людях» > | [ 973 ] |

## Написанное в соавторстве
| Год       | Название                                           | Комментарий |
| --------- | -------------------------------------------------- | ----------- |
| 1916-1917 | Страницы моей жизни <Автобиография Ф. И. Шаляпина> | [ 974 ]     |
| 1934      | Беломорско-Балтийский Канал имени Сталина          | [ 975 ]     |

## Dubia

### Стихотворения
| Год  | Название                          | Комментарий |
| ---- | --------------------------------- | --- |
| 1885 | <Стихи на могиле Д. А. Латышевой> | Впервые опубликовано в газете «Волжский вестник» за 26 января 1885 года, № 22 среди нескольких других стихотворений, посвящённых самоубийству Латышевой, с общей подписью «Студент». В газете указана дата написания: 23 января 1885 года |
| 1892 | «В мир новый, в мир иной…»        | Впервые опубликовано в газете «Бакинские известия» за 16 января 1903 года № 13 в статье С. А. Вартаньянца «Горький в Тифлисе» |

### Рассказы
| Год    | Название                         | Комментарий |
| ------ | -------------------------------- | --- |
| [1895] | Для хроники                      | Подзаголовок «Американский рассказ». Впервые опубликован в «Самарской газете» № 48 от 3 марта 1895 г. в разделе «Маленький фельетон». Подпись: Y (приписывается Горькому ввиду упоминания в тексте репортёра Гарли Гука, являющегося одним из персонажей рассказа «Приключение мистера Чарльза Крэк») |
| [1895] | Приключение мистера Чарльза Крэк | Подзаголовок «Американский рассказ». Впервые опубликован в «Самарской газете» № 62 от 19 марта 1895 г. в разделе «Маленький фельетон». Подпись: Y (приписывается Горькому ввиду наличия в его архиве гранок с авторской правкой)                                                                      |
| [1895] | Соловей                          | Впервые опубликован в «Самарской газете» № 151 от 16 июля 1895 г. Подпись: Дваге. По свидетельству Е. П. Пешковой псевдонимом «Дваге» Горький подписывал произведения, сюжеты которых подсказывал ему С. С. Гусев (псевдоним Слово-Глаголь, 1854—1922)                                                |

## Фольклорные записи
Тексты народных песен, записанные М. Горьким в начале 1890-х годов, известны в авторизованной машинописи, присланной Горьким певице И. П. Яунзем с письмом от 15 июля 1935 года.
| Год         | Название                        | Комментарий |
| ----------- | ------------------------------- | --- |
| нач. 1890-х | «Середи мово двора…»            | [ 982 ] |
| нач. 1890-х | «Баю, баюшки-баю…»              | [ 983 ] |
| нач. 1890-х | «Ой да брат сестрёнку ласкает…» | [ 984 ] |
| нач. 1890-х | «Эх, да по утренней по заре…»   | [ 985 ] |
| [1930-1936] | «Смерть на погосте…»            | Впервые напечатано в книге: М. Горький. Стихотворения. Библиотека поэта, малая серия, изд. 3. М.-Л.: 1963, стр. 280—281 |

## Основные издания
- Полное собрание сочинений. Художественные произведения в 25 томах. М., Наука, 1968—1976.
- Полное собрание сочинений. Художественные произведения. Варианты в 10 томах. М., Наука, 1974—1982.
- Полное собрание сочинений. Письма в 24 томах. М., Наука. (1997—2018, издание продолжается)[987]
- Полное собрание сочинений. Т. 1-6. СПБ,, изд. А. Ф. Маркса, 1917—1918.
- Собрание избранных сочинений. Т. I—VI. Л., Ленгихл, 1932.
- Собрание сочинений в 8-ми томах. М., Советская Россия, 1987—1990.
- Собрание сочинений в 12 томах. М., Современник, 1987.
- Собрание сочинений в 16 томах. М., Правда, 1979 (Библиотека «Огонёк»)
- Собрание сочинений в 18 томах. М., Гослитиздат, 1960—1963.
- Собрание сочинений в 8-ми томах. М., Молодая гвардия, 1953—1954.
- Собрание сочинений в 30 томах. М., ГИХЛ, 1949—1955
- Собрание сочинений. Изд. 3. Т. 1-15. Гослитиздат, 1939—1949.
- Собрание сочинений. Изд. 2 (юбилейное). Т I—XXV. М.-Л., Гослитиздат, 1933.
- Собрание сочинений. Т. I—XI. М.-Л., Гослитиздат, 1933.
- Собрание сочинений. Т. 1-22. М.- Пг.(Л.), 1924—1929.
- Собрание сочинений. Т. 1-21. Берлин, «Книга», 1923—1929.
- Собрание сочинений. Т. 1-20. СПб., Знание, 1900—1916.